# Споменик природе Рибница
Споменик природе Рибница обухвата површину од 28 хектара као непокретно културно добро од изузетног значаја. 

## Локација
Споменик природе Рибница се налази на подручју општине Мионица и катастарске општине Паштрић, у кањону реке Рибнице.

## Опис споменика природе
У оквиру појаса II степена заштите споменика природе се налази црква Светих апостола Петра и Павла и стара школа, који представљају непокретно културно добро као јединствени споменик културе и Шалитрена и Рибничка пећина и у њеној непосредној близини се налази девет заштићених стабала липе.
Река Рибница припада сливу Колубаре и налази се испод северних обронака планина Маљен и Дивчибаре. На месту спајања две речице, Манастирице и Паклешнице настаје река Рибница. Река је на свом почетку изузетно дивља и брза, али у делу око саме Мионице постаје доста мирнија, где се лаганим током улива у Колубару у близини села Дивци.
Манастир Рибница у Паштрићу је посвећен Светим апостолима Петру и Павлу. Први писани докази о постојање овог манастира датирају још из 1657. године.
Пећина Рибница је добила име по реки Рибници. Посебна је јер предстваља јединствен спалеолошки објекат у Србији у коме се налази 15 врста слепих мишева заштићених као природна реткост. Улаз у Рибничку пећину је у облику једнакокраког троугла, висине 12 м, а ширине 25 м. Кроз пећину протиче поток.
Шалитрена пећина је смештена у клисури реке Рибнице на 6 километара од Мионице и 3 километра од Рибничке пећине. Представља изузетно богато археолошко налазиште јер садржи најстарије облике повременог станишта праисторијских ловаца који су живели у средњем палеолиту, пре 80 000 – 40 000 година старе ере.